# The Kiev Major 2017
The Kiev Major (также киевский мажор или киевский мейджор) — международный киберспортивный турнир по компьютерной игре Dota 2, который прошёл в конце апреля 2017 года в Киеве. Местом проведения стал Национальный дворец искусств «Украина». В турнире приняло участие шестнадцать команд: восемь приглашённых коллективов и восемь победителей региональных квалификаций. Впервые в истории соревнований, организованных разработчиком игры компанией Valve, турнир прошёл в СНГ.
Призовой фонд турнира составил три миллиона долларов, из которых один миллион достался победителю, европейскому коллективу OG. Победив в финале российскую команду Virtus.Pro, OG стала четырёхкратным чемпионом турниров серии Major от Valve.

## История появления турнира
Соревнования по компьютерной игре Dota 2 проводятся с 2011 года. Именно тогда компания-разработчик Valve выпустила бета-версию игры, одновременно с этим анонсировав киберспортивный турнир The International 2011 с беспрецедентным призовым фондом: победитель турнира получал один миллион долларов. После победы украинской команды Natus Vincere на дебютном для Valve турнире стало понятно, что Dota 2 — это не только обычная компьютерная игра, но и эффектная киберспортивная дисциплина со своими поклонниками и фанатами.
Турниры серии The International стали ежегодными, а местом проведения был выбран Сиэтл. В 2015 году в дополнение к TI компания Valve запустила серию турниров The Dota Major Championships. Так называемые «мейджоры» или «мажоры» стали проводиться несколько раз в год, в различных крупных городах по всему миру. Первые четыре турнира приняли Франкфурт, Шанхай, Манила и Бостон. С учётом имеющегося опыта проведения в СНГ киберспортивных турниров меньшего масштаба, сообщество ожидало, что рано или поздно крупнейшее киберспортивное шоу пройдёт и в СНГ-регионе. Наконец, в декабре 2016 года на Boston Major организаторы объявили, что следующий турнир должен пройти в Киеве.

## Место проведения
«У нас нет арены, за которую не будет стыдно. У нас нет такого стадиона, как в Шанхае или Франкфурте, у нас нет «Ки-арены», как в Сиэтле, и нет крутых залов, как в Лос-Анджелесе или в Атланте… И это самая большая проблема Киева. Потому что место проведения Мажора будет намного хуже, чем это было на всех мэйджорах прошлого сезона».
Предыдущие «мейджоры» в 2015—2016 годах проводили три разные компании: ESL, Perfect World и PGL. Организация киевского турнира была доверена компании PGL, которая за предшествующий год успешно провела DreamHack 2016 в Бухаресте, Manila Major и Boston Major.
Организаторы турнира подобного масштаба столкнулись с рядом проблем. В первую очередь, в связи с проведением в Киеве отборочного турнира к чемпионату мира по хоккею, а также с предстоящим Евровидением, не удалось использовать наиболее подходящие Дворец спорта и Международный выставочный центр. В итоге даты проведения турнира немного сдвинулись, финальная часть была перенесена с 20-23 апреля на 27-30 апреля. В качестве площадки был выбран дворец «Украина», вмещающий чуть менее четырёх тысяч зрителей и непривычный к киберспортивным состязаниям.
Вследствие малой вместимости арены, возникла вторая проблема — продажа и покупка билетов. Игровое сообщество только в России и Украине превышает 200 тысяч человек, в то время как место проведения турнира вмещало менее 4 000 зрителей. Специально для того, чтобы облегчить процесс покупки билета, о начале продаж было объявлено заблаговременно в официальном блоге Dota 2. Билеты должны были поступить в продажу в 10 утра 22 февраля: индивидуальные билеты на первые три дня проведения турнира стоили 130 гривен, а на финальный день — 400 гривен (около 16 долларов США). Было рекомендовано заранее создать аккаунт на сайте «Карабас», специализирующемся на продаже билетов, а также использовать специальный конвертер времени, чтобы преобразовать восточноевропейское время в локальное и успеть к началу продаж. В день начала продаж выяснилось, что сайт не готов к такому наплыву пользователей, и онлайн-продажи завершились, так и не начавшись. Все билеты на четыре дня соревнований были проданы за двадцать минут из оффлайн-касс. Подобный исход событий вызвал негодование сообщества, а также опасения, что инцидент подорвёт доверие к региону и лишит его новых крупных турниров.

## Участники турнира

### Приглашённые команды
Приглашённые команды
- Evil Geniuses
- Mousesports — бывшие Ad Finem
- Newbee
- OG
- Team Liquid
- Team Random — бывшие Wings Gaming
- Thunderbirds — бывшие Digital Chaos
- VG.J

2 марта 2017 года организаторы анонсировали восемь команд, получивших прямое приглашение для участия в турнире. Владельцы «боевого пропуска» имели возможность наблюдать внутри Dota 2, как каждые пять минут объявляется очередной приглашённый коллектив.
Корпорация Valve никогда не озвучивала критерии, по которым те или иные команды получают приглашение, однако считалось, что четыре лучших команды предыдущего «мажора» гарантируют себе заветный «инвайт». Попавшие в четвёрку лучших на Boston Major команды OG, Ad Finem, Digital Chaos и Evil Geniuses действительно получили прямые путёвки на киевский турнир. Хорошая форма команд была подтверждена и прочими удачными выступлениями: OG выиграли три из четырёх прошедших «мажоров», Evil Geniuses одержали победу на турнире DotaPit, Digital Chaos стали чемпионами ESL One Genting, и лишь Ad Finem после занятого второго места на бостонском «мажоре» не смогли отличиться ни на одном из турниров.
В дополнение к призёрам Boston Major прямые приглашения получили ещё четыре коллектива. В первую очередь, несмотря на не самые удачные выступления, Valve даёт возможность принять участие в киевском турнире действующему победителю The International 2016 Wings Gaming. Также, к числу участников присоединился китайский коллектив Newbee, занявший второе место на ESL One Genting и победивший на турнире DPL, собравшем сильнейшие команды китайского региона. Ещё один «инвайт» достался команде VG.J, которая была создана лишь в сентябре 2016 года, однако состояла из известных китайских игроков, включая четырёх вице-чемпионов мира. Наконец, последнее приглашение получила команда Team Liquid, в преддверии «мажора» ставшая чемпионом StarLadder и DreamLeague.

### Победители региональных квалификаций
Победители региональных квалификаций
- Digital Chaos (Северная Америка) — бывшие Team Onyx
- iG Vitality (Китай)
- Invictus Gaming (Китай)
- SG e-sports (Южная Америка)
- Team Faceless (Юго-Восточная Азия)
- Team Secret (Европа)
- TNC Pro Team (Юго-Восточная Азия)
- Virtus.pro (СНГ)

К середине марта завершились региональные квалификации и определился полный список участников The International. В каждом из регионов прошли сначала открытые квалификации, в которых могли участвовать все желающие коллективы, а затем и закрытые отборочные, в которых приняли участие заранее отобранные лучшие команды регионов, а также победители открытых квалификаций. Китаю и Юго-Восточной Азии было отведено два слота для попадания на The International, а из Европы, СНГ, Северной и Южной Америки отобрались по одной лучшей команде.
Первыми победителями квалификаций стала российская команда Virtus.Pro, победившая в финале украинцев из Natus Vincere, для которых киевский турнир стал бы домашним. Team Secret уверенно выиграли европейские отборочные, не проиграв в плей-офф ни одной карты. В североамериканском регионе победителем неожиданно стала команда Team Onyx, обыгравшая в гранд-финале фаворита отборочных Complexity. Южноамериканские отборочные закончились победой бразильцев из SG e-sports, а перуанская команда Not Today, прошедшая через сито открытых квалификаций, стала второй, остановившись в шаге от получения путёвки в Киев.
Предпоследними определились участники «мажора», представляющие Юго-Восточную Азию. Две путёвки достались сингапурской команде Team Faceless, а также филиппинцам из TNC Pro Team. Наконец, последними участниками Kiev Major, лучшими в китайском регионе, стали победитель квалификаций iG Vitality, а также обладатель второго места Invictus Gaming.

### Итоговый список команд
После того, как определился окончательный список команд-участников, киберспортивные СМИ и букмекерские компании поделились своим мнением относительно шансов команд на победу в турнире. Так, ESPN отнёс к фаворитам команды OG и Invictus Gaming, а ближайшими преследователями назвал Team Secret и Virtus.pro. Схожего мнения придерживалась букмекерская компания GG.bet, называя наиболее вероятными победителями OG, Invictus Gaming и Evil Geniuses (Virtus.pro — пятые).
За несколько недель до начала турнира по различным причинам несколько команд изменили названия. Игроки греческой команды Ad Finem, приглашённой на турнир, прекратили использование тега в марте 2017 и во время выступлений в финальной части представляли немецкую организацию Mousesports. Помимо этого оригинальные составы вышли из организаций Digital Chaos и Wings Gaming, и приняли участие в турнире под названиями Thunderbirds и Team Random. Интересно, что несмотря на потерю состава, тег Digital Chaos был представлен на турнире, так как организация успела подписать состав Team Onyx, пробившийся в финальную часть «мейджора».

## Освещение турнира
Для освещения турнира традиционно используется стриминговая платформа Twitch. Специально для киевского турнира также была запущена бесплатная русскоязычная трансляция игр в социальной сети «Вконтакте».

## Финальная часть

### Групповой этап
«В чём фишка 4 раундов и все в плей-офф? Ну, матчей в группе, да, много, а толку от них? Чтобы группы были зрелищными, должен кто-то вылетать».
«Это официально худшая система в истории».
Для проведения группового этапа была выбрана швейцарская система, согласно которой все команды помещаются в одну группу и проводят четыре матча в формате «best of 3» против соперников с аналогичным балансом побед и поражений. По результатам группового этапа производится посев для участия в плей-офф, проходящем по системе Single Elimination (олимпийской системе). В киберспорте швейцарская система часто применяется на турнирах по CS:GO, однако в плей-офф выходят лишь восемь команд из шестнадцати. Использование такой схемы проведения в киевском «мейджоре» вызвало бурную и, в основном, негативную реакцию сообщества Dota 2, так как, в отличие от Counter-Strike первые два дня группового этапа включали в себя большое количество игр, не решающих ничего, кроме расстановки команд в основной стадии.

## Примечания

The Kiev Major
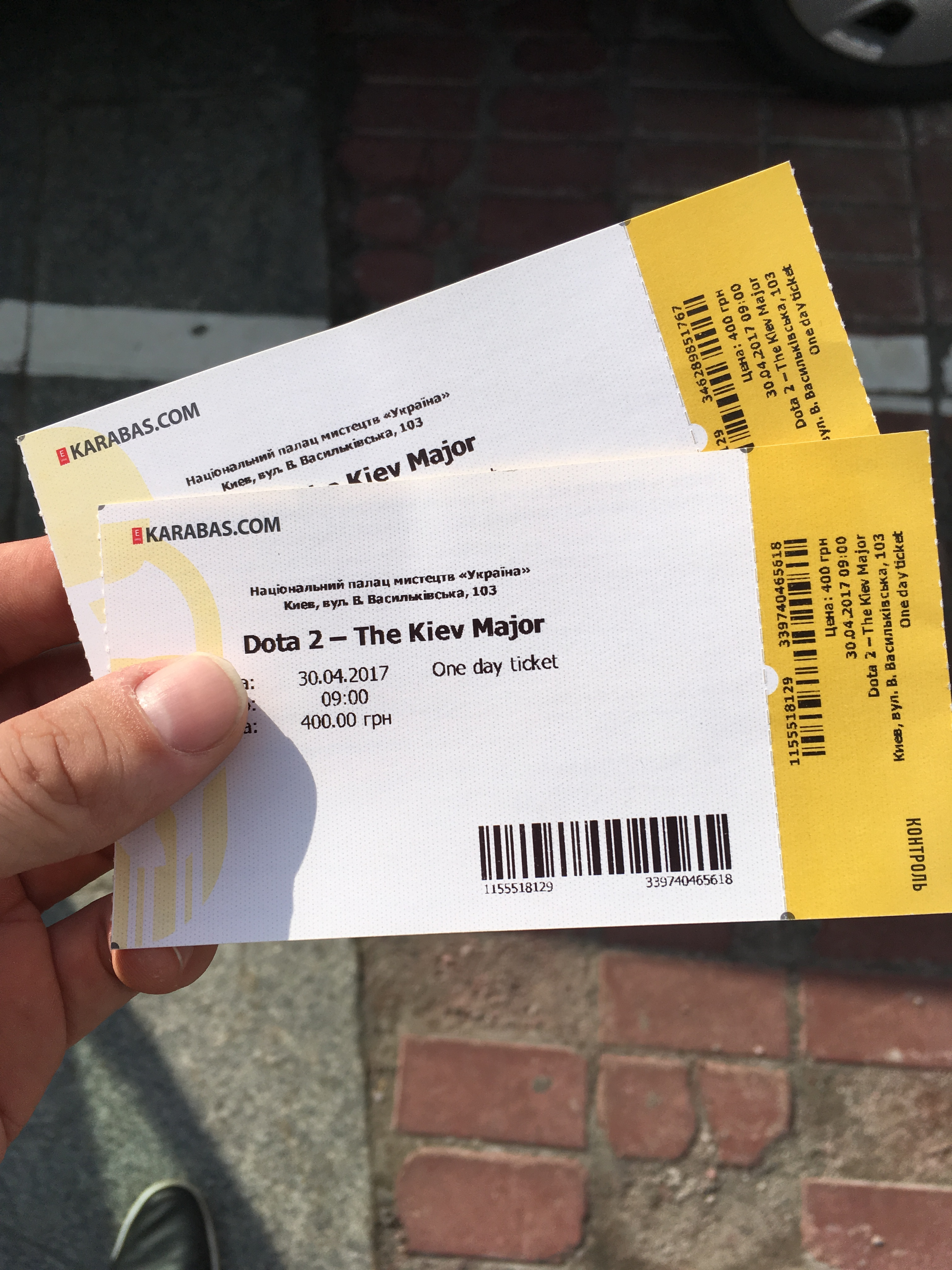
Билеты на турнир
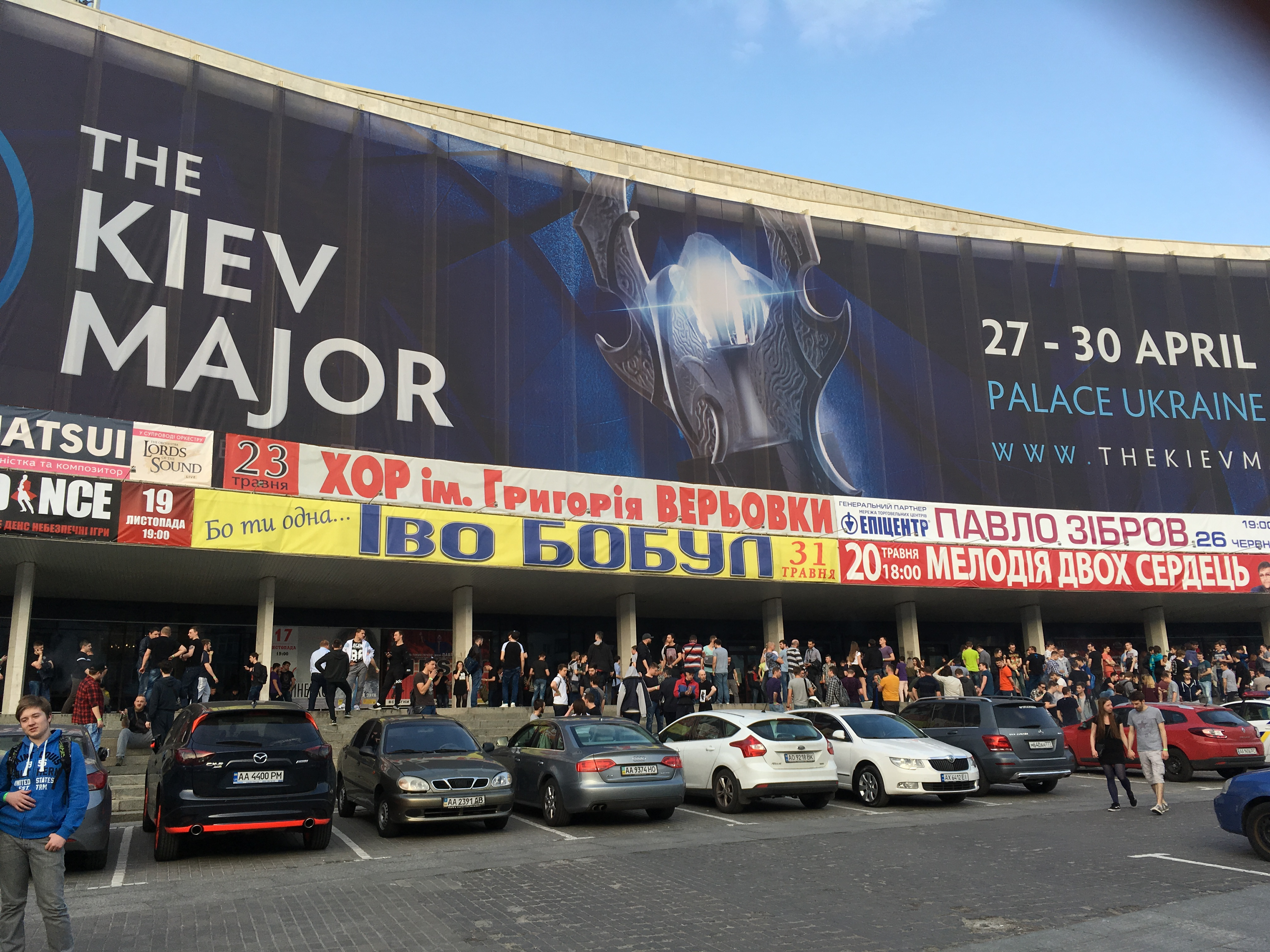
Место проведения турнира
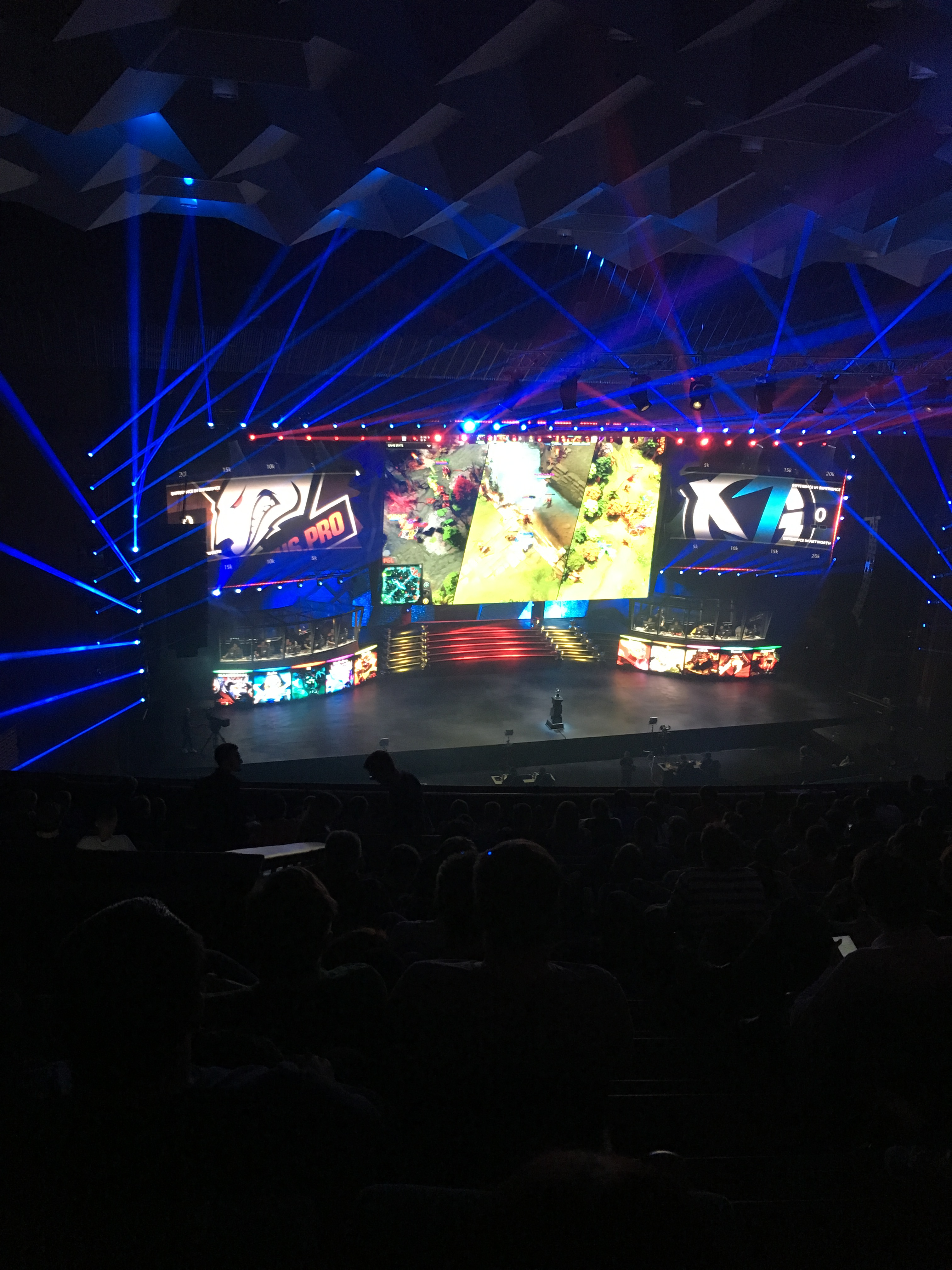
Сцена: стадия лейнинга
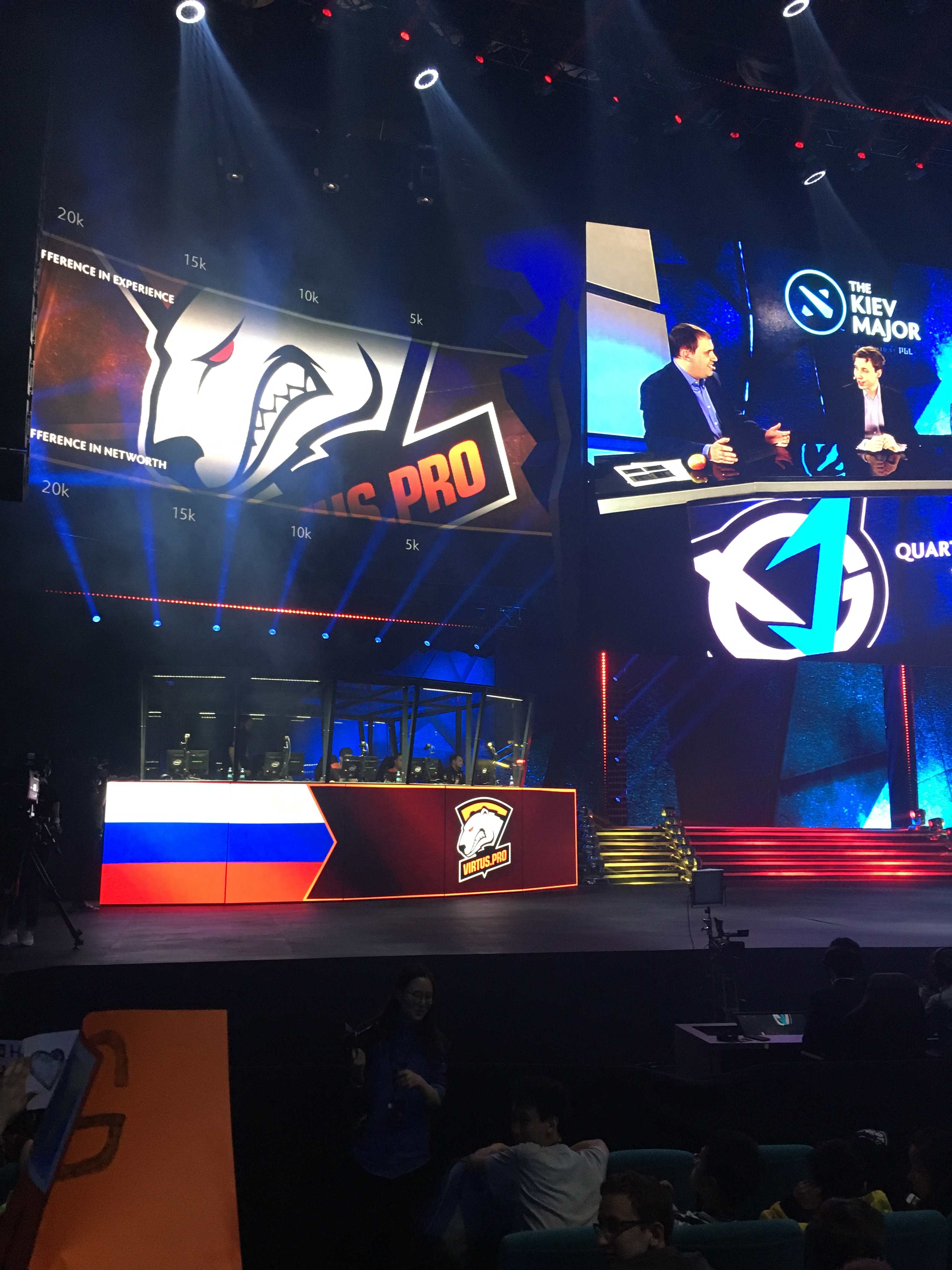
Команда Virtus.pro в кабинке перед матчем
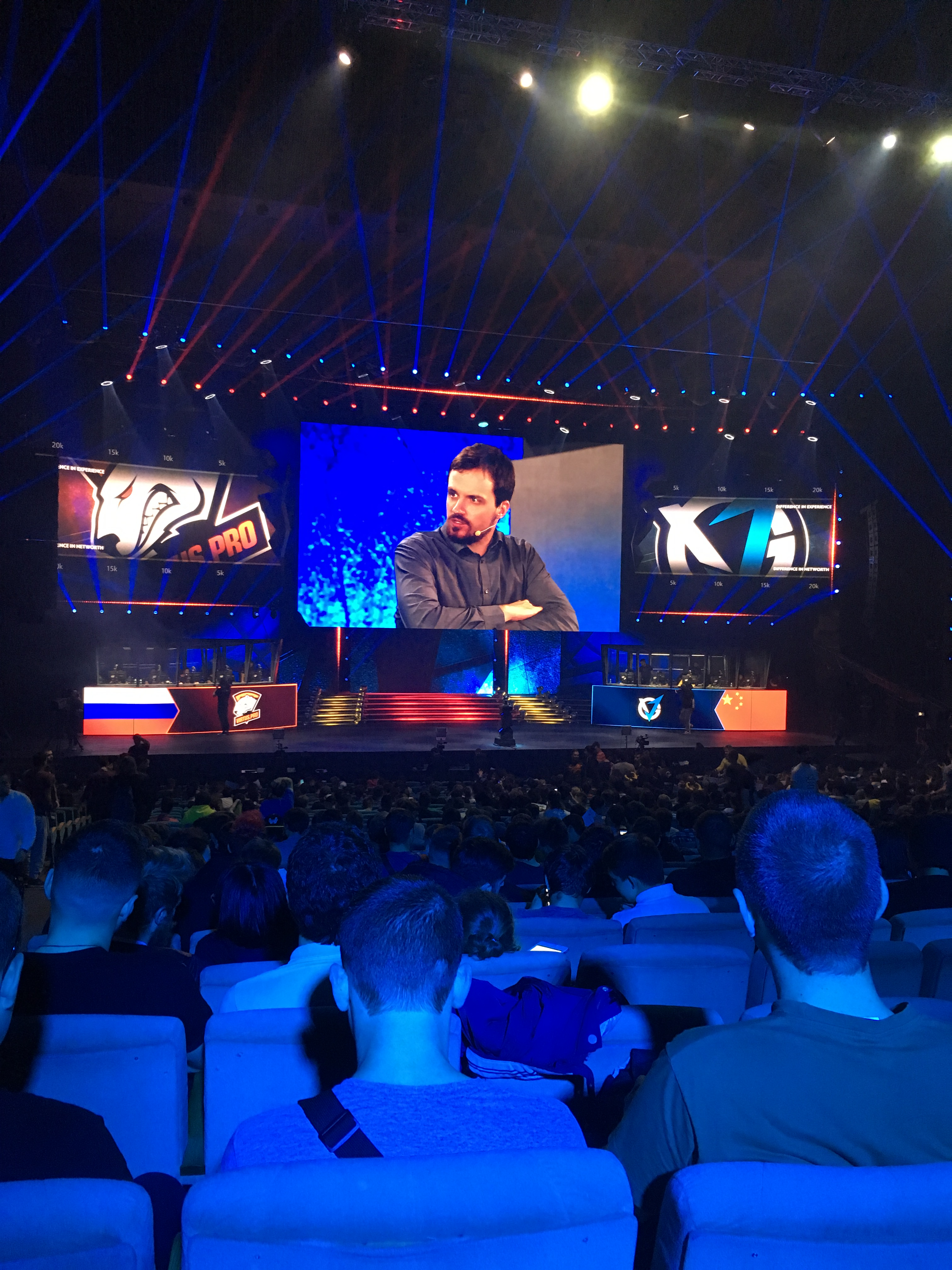
На экране аналитик Андрей «Dread» Голубев
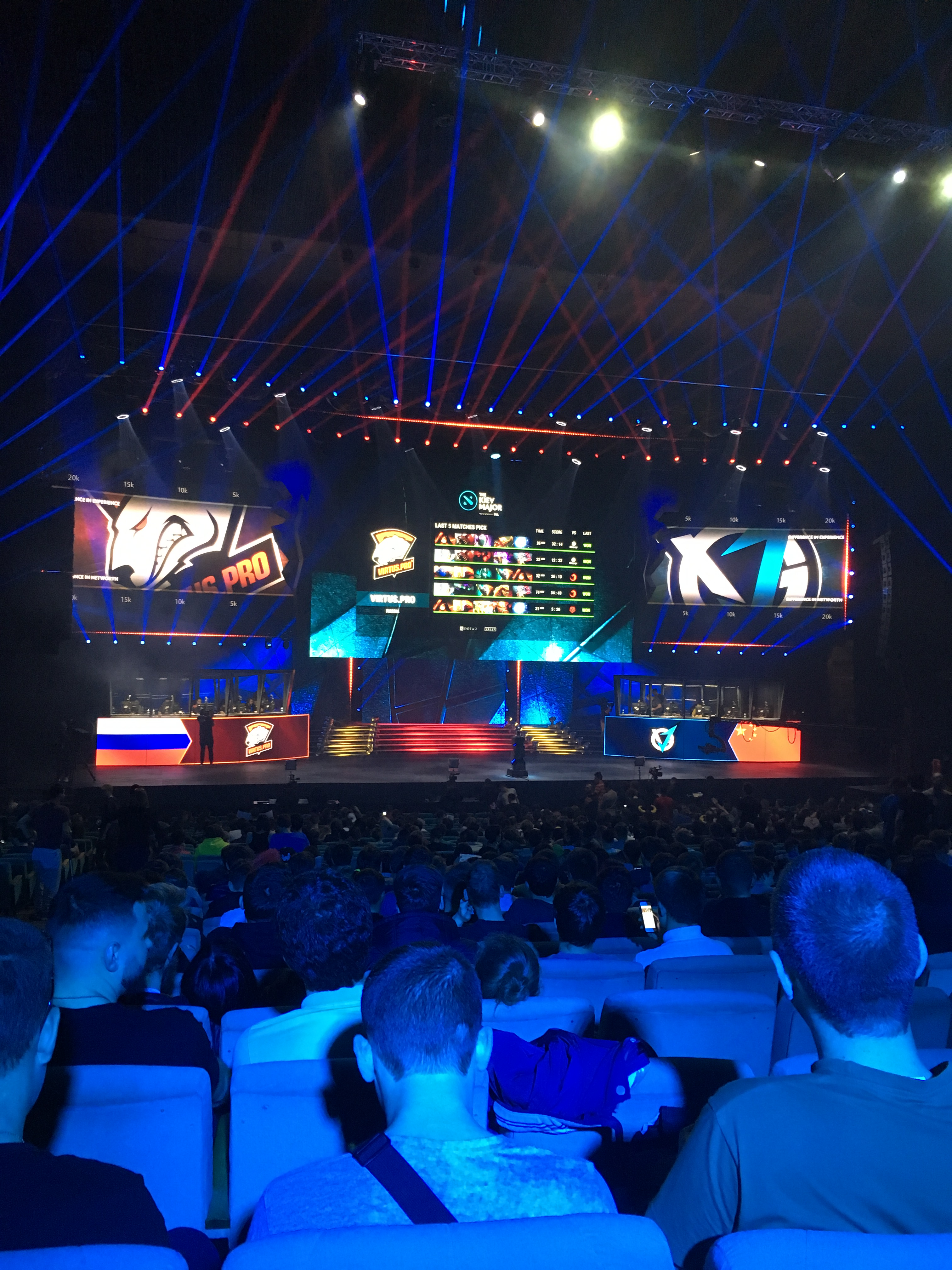
Сцена: статистика выбора героев
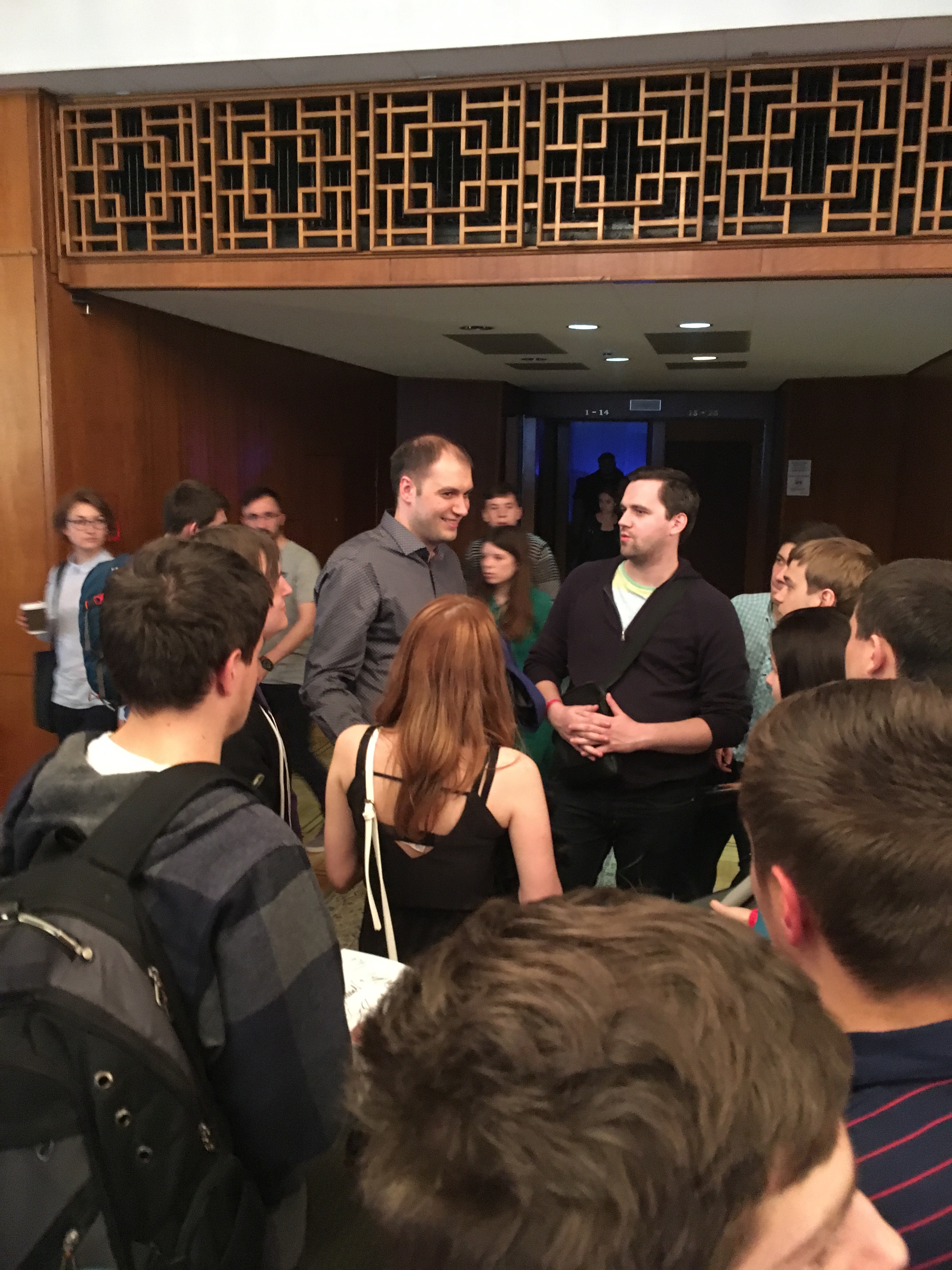
В фойе аналитик Артур «Гоблак» Костенко
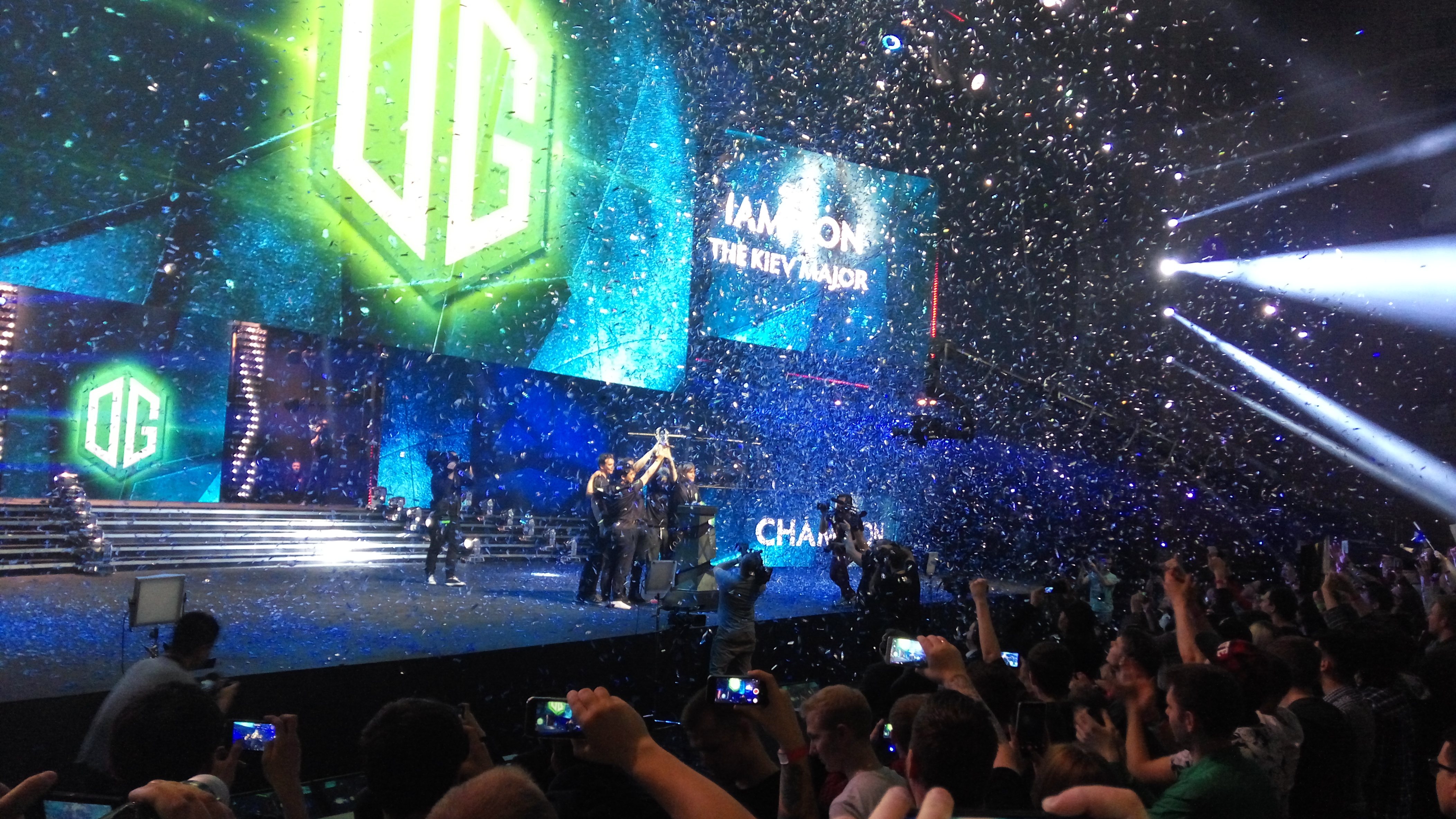
OG — победители The Kiev Major

### Плей-офф
| Первый раунд    | Первый раунд |  |             | Второй раунд    | Второй раунд |  |  | Полуфинал       | Полуфинал |  |  | Финал      | Финал |
|                 |              |  |             |                 |              |  |  |                 |           |  |  |            |       |
| Invictus Gaming | 2            |  |             |                 |              |  |  |                 |           |  |  |            |       |
| Mousesports     | 1            |  |             | Invictus Gaming | 2            |  |  |                 |           |  |  |            |       |
| Team Liquid     | 2            |  | Team Liquid | 1               |              |  |  |                 |           |  |  |            |       |
| Newbee          | 1            |  |             |                 |              |  |  | Invictus Gaming | 0         |  |  |            |       |
| Digital Chaos   | 0            |  |             |                 |              |  |  | Virtus.pro      | 2         |  |  |            |       |
| VG.J            | 2            |  |             | VG.J            | 1            |  |  |                 |           |  |  |            |       |
| Virtus.pro      | 2            |  | Virtus.pro  | 2               |              |  |  |                 |           |  |  |            |       |
| iG Vitality     | 0            |  |             |                 |              |  |  |                 |           |  |  | Virtus.pro | 2     |
| TNC Pro Team    | 1            |  |             |                 |              |  |  |                 |           |  |  | OG         | 3     |
| Team Faceless   | 2            |  |             | Team Faceless   | 1            |  |  |                 |           |  |  |            |       |
| OG              | 2            |  | OG          | 2               |              |  |  |                 |           |  |  |            |       |
| Team Random     | 1            |  |             |                 |              |  |  | OG              | 2         |  |  |            |       |
| Thunderbirds    | 0            |  |             |                 |              |  |  | Evil Geniuses   | 0         |  |  |            |       |
| Evil Geniuses   | 2            |  |             | Evil Geniuses   | 2            |  |  |                 |           |  |  |            |       |
| Team Secret     | 1            |  | SG e-sports | 1               |              |  |  |                 |           |  |  |            |       |
| SG e-sports     | 2            |  |             |                 |              |  |  |                 |           |  |  |            |       |